# 宇治ウトロ地区放火事件
宇治ウトロ地区放火事件（うじウトロちくほうかじけん）とは2021年8月30日に京都府宇治市にあるウトロ地区で発生した放火事件である。『京都・ウトロ放火事件』、『ウトロ放火事件』と表記されることもある。

## 事件の概要
2021年8月30日、在日コリアンが不法占拠を続けてきたウトロ地区で放火事件が発生。この事件により住宅や空き家など7棟のほか、ウトロ平和祈念館で展示予定だった資料50点が焼失した。

## 被疑者逮捕
2021年12月6日、京都府警は22歳の無職の男を逮捕した。この男はウトロ地区への放火で逮捕される前に愛知県民団本部への放火で逮捕されていた。

## 犯行動機の供述

### 犯行動機
韓国人に対して敵対感情があった。放火し展示品を焼失させることで平和祈念館の開館を阻止するねらいもあった。コロナ禍による離職もあり事件を起こすためらいもなかった。放火事件を起こすことでヤフコメをヒートアップさせ在日韓国・朝鮮人の問題に警鐘をならしたかった。

### 法廷での発言
後悔はないが間違ったことだと思う。被害者に謝罪したい。自分のように戦争被害者であるとの理由で支援を受けている人に差別感情をもつ人間はいっぱいいる。放火は個人的な感情に基づくものではない。私に死刑判決を出そうが一個人の差別感情が原因であると総括するならまた同じ事件が起こる。

## 裁判
事件発生から一年丁度経過した2022年8月30日、京都地方裁判所は犯人の男に対し懲役4年の実刑判決を言い渡した。